# Rincón del Amor
Rincón del Amor es una localidad peruana ubicada en el distrito de Frías, perteneciente a la provincia de Ayabaca del departamento de Piura, al norte del Perú.

## Ubicación
Rincón del Amor se ubica al suroeste de la provincia de Ayabaca, en el distrito de Frías, en el departamento de Piura.

## Demografía
En 2017 Rincón del Amor tenía una población de 31 habitantes.